# Saint-Hilaire-de-Chaléons

Saint-Hilaire-de-Chaléons este o comună în departamentul Loire-Atlantique, Franța. În 2009 avea o populație de 1,940 de locuitori.